# Vaucluse, New South Wales
Vaucluse este o suburbie în Sydney, Australia.